# 16132 Angelakim
A 16132 Angelakim (ideiglenes jelöléssel 1999 XH99) a Naprendszer kisbolygóövében található aszteroida. A LINEAR projekt keretében fedezték fel 1999. december 7-én.